# Rayong
Pour la province de Thaïlande, voir Province de Rayong.
Rayong est une ville de Thaïlande, située à environ 140 km au sud-est de Bangkok, la capitale, et à environ 150 km de la frontière avec le Cambodge. C'est le chef-lieu de la province de Rayong.
La ville est située sur la côte du Golfe de Thaïlande.

## Économie
L'activité principale est la pêche ; Rayong est le premier fabricant de sauce de poisson de Thaïlande.
La ville abrite aussi une usine de fabrication de pneumatiques du groupe français Michelin, une coentreprise de BMW pour l'assemblage de véhicules en CKD, et une autre entre Ford et Mazda assemblant des pick-up à destination du marché mondial. Il y a aussi une usine Liebherr.